# Olympische Sommerspiele 1992/Teilnehmer (Aruba)
| Gelbes Symbol für Goldmedaillen mit stilisierten Olympischen Ringen | Graues Symbol für Silbermedaillen mit stilisierten Olympischen Ringen | Braundes Symbol für Bronzemedaillen mit stilisierten Olympischen Ringen |
| ------------------------------------------------------------------- | --------------------------------------------------------------------- | ----------------------------------------------------------------------- |
| —                                                                   | —                                                                     | —                                                                       |

Aruba nahm an den Olympischen Sommerspielen 1992 in Barcelona, Spanien, mit einer Delegation von fünf Sportlern (vier Männer und eine Frau) an vier Wettbewerben in drei Sportarten teil. Jüngster Athlet war der Radrennfahrer Lucien Dirksz (23 Jahre und 308 Tage), der zugleich Fahnenträger war, älteste Athletin war die Marathonläuferin Lia Melis (32 Jahre und 161 Tage). Medaillen konnten keine gewonnen werden. Es war die zweite Teilnahme des Landes an Olympischen Sommerspielen. 

## Teilnehmer nach Sportarten

### Leichtathletik
Laufen und Gehen 
| Athleten      | Wettbewerb | Zeit      | Rang |
| ------------- | ---------- | --------- | ---- |
| Herren        |            |           |      |
| Kim Reynierse | Marathon   | 2:25:31 h | 53   |
| Damen         |            |           |      |
| Lia Melis     | Marathon   | Aufgabe   | -    |

### Radsport

#### Straße
| Athleten         | Wettbewerb    | Zeit    | Rang |
| ---------------- | ------------- | ------- | ---- |
| Herren           |               |         |      |
| Lucien Dirksz    | Straßenrennen | Aufgabe | -    |
| Gerard van Vliet | Straßenrennen | Aufgabe | -    |

### Segeln
| Herren         |            |       |    |
| Roger Jurriens | Windsurfen | 399,0 | 37 |